# HD 268
HD 268 — звезда в созвездии Скульптора на расстоянии около 159 световых лет от нас.

## Характеристики
HD 268 — звезда 7,064 звёздной величины, невидимая невооружённым глазом. Впервые в астрономической литературе она упоминается в каталоге Генри Дрейпера, изданном в начале XX века. Это жёлто-белый карлик, имеющий массу, равную 1,15 массы Солнца. Возраст звезды оценивается приблизительно в 3,5 миллиардов лет. Планет в данной системе пока обнаружено не было.